# NN-58
La carretera NN‑58 es una vía de la red colectora secundaria en el departamento de Jinotega. Con una longitud de aproximadamente 46,3 km, conecta la zona de El Arenal con la carretera nacional NIC-3 y enlaza además con la carretera NN-60, facilitando el acceso intra‑departamental desde 2015–2016 durante su pavimentación o remodelación.

## Trazado y cruces
| km   | Localidad / Punto | Departamento | Conexión / Ruta |
| ---- | ----------------- | ------------ | --------------- |
| 0,0  | El Arenal         | Jinotega     | Inicio de ruta  |
| 23,2 | Empalme con NIC 3 | Jinotega     | NIC 3           |
| 46,3 | Empalme con NN 60 | Jinotega     | NN 60           |

## Coordenadas
Un tramo de la NN‑58 puede localizarse en: 13°09′00″N 86°09′00″O / 13.1500, -86.1500